# Coupe du monde de natation FINA 2015
Navigation
Édition 2014 Édition 2016
L'édition 2015 de la Coupe du monde de natation FINA, la 25e, se dispute durant les mois d'août, septembre, octobre et novembre.
Les étapes programmées sur les continents asiatique et européen sont au nombre de 8. Exceptionnellement, les épreuves sont organisées en grand bassin pour préparer les Jeux olympiques de 2016.
À chaque étape, 32 épreuves individuelles sont organisées (16 pour les hommes et 16 pour les femmes). Chaque vainqueur remporte 12 points, chaque second 9 points et chaque troisième 6 points. Les 3 nageurs qui réalisent les meilleures performances d'une étape reçoivent 24, 18 et 12 points supplémentaires. Enfin, les nageurs qui battent ou égalent un record mondial reçoivent des points bonus.

## Étapes
| Dates              | Lieu      |
| ------------------ | --------- |
| 11 au 12 août      | Moscou    |
| 15 au 16 août      | Chartres  |
| 25 au 26 septembre | Hong Kong |
| 29 au 30 septembre | Pékin     |
| 3 au 4 octobre     | Singapour |
| 28 au 29 octobre   | Tokyo     |
| 2 au 3 novembre    | Doha      |
| 6 au 7 novembre    | Dubaï     |

## Classements

### Hommes
| Rang | Nageur                | Points | Points | Points | Points | Points | Points | Points | Points | Total |
| ---- | --------------------- | ------ | ------ | ------ | ------ | ------ | ------ | ------ | ------ | ----- |
| Rang | Nageur                | RUS    | FRA    | HKG    | CHN    | SIN    | JPN    | QAT    | UAE    | Total |
| 1er  | Cameron van der Burgh | 48     | 48     | 48     | 57     | 36     | 42     | 48     | 42     | 369   |
| 2e   | Chad le Clos          | 21     | 60     |        |        |        |        | 48     | 51     | 180   |
| 3e   | Mitch Larkin          |        |        |        |        |        | 57     | 60     | 57     | 174   |
| 4e   | Dávid Verrasztó       | 12     | 18     | 24     | 33     | 6      | 12     | 18     | 12     | 135   |
| 5e   | Masato Sakai          |        |        | 48     | 36     | 21     | 12     |        |        | 117   |
| 6e   | Ashley Delaney        | 12     | 15     | 27     | 30     | 21     |        |        |        | 105   |
| 7e   | Katsumi Nakamura      |        |        | 24     | 24     | 12     | 24     |        |        | 84    |
| 7e   | David Plummer         |        |        |        |        |        | 18     | 33     | 33     | 84    |
| 9e   | Daniel Smith          |        | 12     | 30     | 24     | 12     |        | 0      | 0      | 78    |
| 10e  | Yuki Shirai           |        |        | 30     | 27     | 18     |        | 0      | 0      | 75    |

### Femmes
| Rang | Nageuse           | Points | Points | Points | Points | Points | Points | Points | Points | Total |
| ---- | ----------------- | ------ | ------ | ------ | ------ | ------ | ------ | ------ | ------ | ----- |
| Rang | Nageuse           | RUS    | FRA    | HKG    | CHN    | SIN    | JPN    | QAT    | UAE    | Total |
| 1re  | Katinka Hosszú    | 81     | 81     | 129    | 66     | 45     | 81     | 87     | 99     | 669   |
| 2e   | Emily Seebohm     | 57     | 54     | 57     | 57     | 36     | 60     | 60     | 60     | 441   |
| 3e   | Zsuzsanna Jakabos | 9      | 24     | 42     | 36     | 30     | 18     | 21     | 21     | 201   |
| 4e   | Alia Atkinson     |        | 24     | 36     | 24     | 18     | 9      | 21     | 42     | 174   |
| 5e   | Cate Campbell     |        |        | 36     | 42     | 30     |        |        |        | 108   |
| 6e   | Natalie Coughlin  |        | 39     |        |        |        | 9      | 33     |        | 81    |
| 6e   | Vitalina Simonova | 30     | 12     | 21     | 9      | 9      |        |        |        | 81    |
| 8e   | Missy Franklin    |        | 30     | 24     | 18     | 6      |        |        |        | 78    |
| 8e   | Jeanette Ottesen  | 24     |        | 18     | 24     | 12     |        |        |        | 78    |
| 10e  | Lauren Boyle      |        | 21     |        |        |        |        | 24     | 24     | 69    |